# Giovanni di Schwarzenberg-Hohenlandsberg
Giovanni di Schwarzenberg-Hohenlandsberg, o semplicemente Giovanni di Schwarzenberg (25 dicembre 1463 – Norimberga, 21 ottobre 1528), è stato maggiordomo di palazzo del principe-vescovo di Bamberga.
Membro della prestigiosa famiglia degli Schwarzenberg, venne indicato in tedesco con il nome di Johann Freiherr zu Schwarzenberg.

## Biografia
Postosi al servizio di Giorgio III Schenk von Limpurg, vescovo di Bamberga, fu attivo nella vita politica del vescovato, ottenendo l'appellativo di Bambergensis, il che fa supporre che avesse garantita la cittadinanza del paese. Aperto all'umanesimo italiano, si occupò di giurisprudenza gettando le basi per la Constitutio Criminalis Carolina dell'Imperatore Carlo V che, dopo la sua morte avvenuta nel 1528, venne approvata nella Dieta di Augusta (1530) e rivista nel 1532 dal parlamento imperiale riunitosi a Ratisbona.
Schwarzenberg fu nel 1507 Capitano di un reparto di cavalleria dell'esercito francese, per poi passare tra il 1522 ed il 1524, al servizio di Carlo V.